# 대한국ㆍ대청국통상조약(한문)
대한국ㆍ대청국통상조약(한문)(大韓國ㆍ大淸國 通商條約)은 대한민국 서울특별시 서초구 반포동, 국립중앙도서관에 있는 조약문이다. 1998년 12월 26일 서울특별시의 유형문화재 제111호로 지정되었다.

## 개요
이 책은 고종 16년(1879) 9월 11일 한국과 청나라간에 체결한 통상조약의 내용을 담고 있다.
그 전문은 총 15관(款)으로 정하되 한국, 청나라는 서로의 균등한 자격으로 거류민을 보호하며, 양국의 전권대신이 주도하여 상선은 양국이 지정한 통상지역 안에서만이 무역할 수 있다는 요지이다. 또한 중국인이 범법을 했을 경우 청나라 영사관을 통하여 조회하고 심판하며 양국 상선들이 서로 근해에서 폭풍우와 결량때에는 원조한다는 내용도 담겨 있다.
이는 한국측에서는 외부대신 박제순이, 청국측에서는 청국대신 서수붕이 국가대표로 서명하고 있다.

## 참고 문헌
- 대한국ㆍ대청국통상조약 - 국가유산청 국가유산포털